# Championnat du Burkina Faso de football 2011
Navigation
Saison précédente Saison suivante
La saison 2011 du Championnat du Burkina Faso de football est la quarante-neuvième édition de la première division au Burkina Faso, organisée sous forme de poule unique, le Championnat National, où toutes les équipes se rencontrent deux fois au cours de la saison. Il n'y a pas de relégation en fin de saison car le championnat est élargi à 20 clubs la saison suivante.
C'est le double tenant du titre, l'ASFA Yennenga qui remporte à nouveau la compétition cette saison après avoir terminé en tête du classement final, avec six points d'avance sur l'un des promus, l'US Ouagadougou et douze sur l'AS SONABEL. C'est le onzième titre de champion du Burkina Faso de l'histoire du club.

## Qualifications continentales
Deux places en compétitions continentales sont réservées aux clubs burkinabés : le champion se qualifie pour la Ligue des champions de la CAF 2012 tandis que le vainqueur de la Coupe du Burkina Faso obtient son billet pour la Coupe de la confédération 2012.

## Les clubs participants
| - Union sportive des Forces armées - Étoile Filante de Ouagadougou - ASFA Yennenga - AS SONABEL - Racing Club de Bobo - AS Koupèla - Bobo Sports | - AS Maya - US Ouagadougou - Promu en Championnat National - Union sportive du Yatenga - Bouloumpoukou FC - Sourou Sports - Union sportive de la Comoé - Sanmatenga FC - Promu en Championnat National |

## Compétition
Le barème de points servant à établir le classement se décompose ainsi :
- Victoire : 3 points
- Match nul : 1 point
- Défaite : 0 point

### Classement
| Rang | Équipe                           | Pts | J  | G  | N  | P  | Bp | Bc | Diff |
| ---- | -------------------------------- | --- | -- | -- | -- | -- | -- | -- | ---- |
| 1    | ASFA YennengaT                   | 60  | 26 | 19 | 3  | 4  | 46 | 15 | +31  |
| 2    | US OuagadougouP                  | 54  | 26 | 16 | 6  | 4  | 46 | 12 | +34  |
| 3    | AS SONABEL                       | 48  | 26 | 14 | 6  | 6  | 34 | 13 | +21  |
| 4    | Union sportive des Forces armées | 48  | 26 | 14 | 6  | 6  | 29 | 17 | +12  |
| 5    | Étoile Filante de OuagadougouC   | 47  | 26 | 12 | 11 | 3  | 33 | 11 | +22  |
| 6    | Racing Club de Bobo              | 41  | 26 | 12 | 5  | 9  | 24 | 18 | +6   |
| 7    | Bouloumpoukou FC                 | 41  | 26 | 12 | 5  | 9  | 23 | 20 | +3   |
| 8    | Bobo Sports                      | 36  | 26 | 9  | 9  | 8  | 17 | 17 | 0    |
| 9    | AS Koupèla                       | 30  | 26 | 5  | 15 | 6  | 13 | 15 | -2   |
| 10   | Union sportive du Yatenga        | 25  | 26 | 5  | 10 | 11 | 17 | 34 | -17  |
| 11   | AS Maya                          | 24  | 26 | 5  | 9  | 12 | 11 | 22 | -11  |
| 12   | Sourou Sports                    | 17  | 26 | 2  | 11 | 13 | 13 | 33 | -20  |
| 13   | Union sportive de la Comoé       | 16  | 26 | 3  | 7  | 16 | 12 | 49 | -37  |
| 14   | Sanmatenga FCP                   | 5   | 26 | 0  | 5  | 21 | 6  | 48 | -42  |

|  | Qualification pour la Ligue des champions de la CAF 2012                      |
|  | Qualification pour la Coupe de la confédération 2012                          |
|  | T : Tenant du titre C : Vainqueur de la Coupe du Burkina Faso P : Promu de D2 |

## Bilan de la saison
| Championnat du Burkina Faso de football 2011 |                               |
| Champion                                     | ASFA Yennenga (11e titre)     |
| Coupes et trophées                           |                               |
| Vainqueur de la Coupe du Burkina Faso 2011   | Étoile Filante de Ouagadougou |
| Qualifications continentales                 |                               |
| Ligue des champions de la CAF 2012           | ASFA Yennenga                 |
| Coupe de la confédération 2012               | Étoile Filante de Ouagadougou |
| Promotions et relégations                    |                               |
| Promus en Championnat National               | Santos FC                     |
| Promus en Championnat National               | Canon du Sud                  |
| Promus en Championnat National               | Rail Club du Kadiogo          |
| Promus en Championnat National               | US FRAN                       |
| Promus en Championnat National               | ASEC Koudougou                |
| Promus en Championnat National               | ASF Bobo-Dioulasso            |
| Relégués en Deuxième division                | Aucun                         |